# Reactive & Functional Polymers
Reactive & Functional Polymers, abgekürzt React. Funct. Polym.,  ist eine wissenschaftliche Fachzeitschrift, die vom Elsevier-Verlag veröffentlicht wird. Die erste Ausgabe erschien im Jahr 1982 unter dem Namen Reactive Polymers, Ion Exchangers, Sorbents, der im Jahr 1989 auf Reactive Polymers gekürzt wurde. Seit 1996 erscheint die Zeitschrift unter dem Namen Reactive & Functional Polymiers. Derzeit erscheint sie mit zwölf Ausgaben im Jahr. Es werden Artikel veröffentlicht, die sich mit Polymeren, die über funktionelle Gruppen mit spezifischer Reaktivität verfügen, beschäftigen (siehe auch Funktionspolymere).
Der Impact Factor lag im Jahr 2014 bei 2,515. Nach der Statistik des ISI Web of Knowledge wird das Journal mit diesem Impact Factor in der Kategorie angewandte Chemie an 14. Stelle von 70 Zeitschriften, in der Kategorie chemische Ingenieurwissenschaft an 30. Stelle von 134 Zeitschriften und in der Kategorie Polymerwissenschaft an 24. Stelle von 82 Zeitschriften geführt.